# 鐵達尼郵船遇險記
《鐵達尼班轮遇險記》（英語：Titanic）是二十世紀福克斯於1953年拍攝並上畫的美國劇情片，導演為Jean Negulesco。主要講述鐵達尼號於1912年4月航行直至沉沒的過程，一對關係惡化的夫妻的故事。感情故事的部分被之後大受歡迎的同名作品改編。

## 劇情
Mrs. Julia Sturges (Barbara Stanwyck)和他的丈夫里察 (Clifton Webb)關係甚劣。他們買了頭等艙船票，乘坐鐵達尼號越洋。Julia非常希望將其子女離開歐洲的上流社會，移民到她的原居地美國密歇根州，故秘密帶同他們(包括十七歲的Annette和十歲的Norman)上船。當里察知道其妻子的計謀後，他私下買了一張三等艙船票，希望可和妻子和解。當時，里察和 Julia為了子女，發生激烈爭執。
當Julia恍然大悟，發現Annette年齡已屆成年，可自己作出決定但Norman仍是小孩，希望繼續為他做決定。她的想法使里察十分憤怒，於是在船長晚宴前，逕自和Julia對質。此時妻子才指出Norman非里察的親生兒子，只是Julia在某晚派對後一夜情所誕下的。最後，里察決定放棄對 Norman的監護， (但承諾在財政上支援Julia和Norman母子)。此刻，夫妻感情跌至低點，鐵達尼號也撞上冰山。
里察和 Julia 在救生艇甲板和解，然後灑淚揮別。Julia 和 Annette 坐上救生艇。但是，Norman擔心父親在哪裡，不惜放棄生還的機會找他，最後在鐵達尼號下沉前最後一刻，他們相逢。里察對一位服務員說 Norman是他的「兒子」，而他為Norman時刻感到很光榮。船即將沉沒，他們走向船中間近船尾左舷位置，和在甲板的乘客一起唱聖詩"Nearer, my God, to Thee"。在他們唱歌時，一號鍋爐房終於入水爆炸，鐵達尼號也在一分鐘內沉入水底，里察和Norman等乘客都淹死了。
出現在片中的船上其他乘客還包括二十歲的網球員 Gifford Rogers (Robert Wagner)，在船上愛上Annette Sturgess。他在鐵達尼號沉沒時墮海，被已下水的救生艇救回。另有被停職的牧師 George S. Healey (Richard Basehart)，在船上酗酒，並在船隻沉沒時，死於鍋爐房爆炸。

## 演員
- 克利夫頓·韋伯 飾演 Richard Ward Sturges
- 芭芭拉·史坦威 飾演 Julia Sturges
- 羅伯特·瓦格納 飾演 Gifford "Giff" Rogers
- Audrey Dalton 飾演 Annette Sturges
- Harper Carter 飾演 Norman Sturges
- Thelma Ritter as Maude Young
- Brian Aherne 飾演 愛德華·約翰·史密斯船長
- Richard Basehart 飾演 George S. Headley
- Allyn Joslyn 飾演 Earl Meeker
- James Todd 飾演 Sandy Comstock
- Frances Bergen 飾演 Madeleine Astor
- William Johnstone 飾演 John Jacob Astor
- Christopher Severn 飾演 Flag messenger
- James O'Hara 飾演 Devlin (瞭望台人員)
- Charles B. Fitzsimons 飾演 Chief Officer Wilde (as Charles FitzSimons)
- Barry Bernard 飾演 First Officer Murdoch
- Edmund Purdom 飾演 Second Officer Lightoller
- Guy Standing Jr. 飾演 George D. Widener
- Helen Van Tuyl 飾演 Ida Straus (as Hellen Van Tuyl)
- Roy Gordon 飾演 Isador Straus
- Marta Mitrovich 飾演 Mrs. Jean Uzcadum
- Ivis Goulding 飾演 Emma (頭等艙服務員)
- Dennis Frazer 飾演 Bride (無線電通訊員) (as Dennis Fraser)
- Ron Hagerthy 飾演 未命名學生
- Ashley Cowan 飾演 Phillips (無線電通訊員)

## 不準確描述現實歷史的場景
- 事實上，不是所有等級的鐵達尼號乘客艙都爆滿。
- 事實上，鐵達尼號船票不可轉讓。故 Richard 用另一乘客船票上船的情況不可能發生。
- 1912年4月14日晚第一次冰山警告並不是傳至船橋。
- 鐵達尼號上並沒有推移板遊戲出現過。
- 船上並無警鐘。
- 船內設計描繪甚差。
- 事實上，鐵達尼號撞冰山時是在船隻的右邊，並不是左邊。
- 事實上，救生衣並沒有寫上鐵達尼號的字名。
- 事實上，鐵達尼號沉沒期間，鍋爐房沒有爆炸，但電影中卻描述一號及三號鍋爐房數度爆炸。
- 事實上，無乘客和船員於船沉沒前數分鐘站在船上合唱，但此場景卻出現在電影中。
- 片中鐵達尼號撞冰山時間為23時35分，異於實際時間23時40分。
- 鐵達尼號船員實際上並不穿著英國海軍服裝。
- 鐵達尼號樂隊實際上並無號角。
- 頭等艙乘客，富商John Jacob Astor的房間不是 A54，而是 C62至64。
- 鐵達尼號船尾旗實際上只在日間掛起，卻出現在片中沉船一刻（仍掛在船尾）。
- The Sturges family is supposedly from Mackinac. It should be pronounced "Mak-i-naw", not "Mak-i-nak."
- 鐵達尼號實際於4月14日撞冰山，而非片中所述的4月15日。
- 鐵達尼號頭等艙實際上有一名幼童於海難中死亡，而二等艙所有兒童都獲救。片中所述的死亡數據不符實情。

## 迴響
此片在全球上映，獲得極大的成功，並引起觀眾的震撼和恐慌。人們對鐵達尼號沉沒歷史興趣有增無減，此現象使1955年描述鐵達尼號災難的小說難忘的一夜（於1958年在英國拍成災難電影《冰海沉船記》）大受歡迎。
此電影獲爛番茄的 90% 電影批評者評為 「新鮮」。

## 外部連結
- 互联网电影数据库（IMDb）上《鐵達尼郵船遇險記》的资料（英文）
- AllMovie上《Titanic》的资料（英文）
- TCM电影资料库上《鐵達尼郵船遇險記》的资料（英文）
- 爛番茄上《鐵達尼郵船遇險記》的資料（英文）
- AllMovie上《鐵達尼郵船遇險記》的资料（英文）